# John M. Gaus
John Merriman Gaus (* 1894; † 1969) war ein US-amerikanischer Historiker und Politikwissenschaftler, der 1944/45 als Präsident der American Political Science Association (APSA) amtierte. Zu diesem Zeitpunkt war er Professor an der University of Wisconsin–Madison. Dort war er von 1927 bis 1947 tätig, danach kehrte er als Professor an die Harvard University zurück, an der er bereits studiert hatte.
Er beriet Kommunen, Bundesstaaten und die Bundesregierung und verband dabei seine Forschung mit direkter Regierungserfahrung. In Wisconsin war er von 1931 bis 1933 als Exekutivsekretär des State Executive Council und von 1943 bis 1947 im State Planning Board tätig.
1950 wurde Gaus in die American Academy of Arts and Sciences gewählt.

## Schriften (Auswahl)
- Reflections on Public Administration. University of Alabama Press, Tuscaloosa 1947.
- The Graduate school of design and the education of planners. Harvard University Press, Cambridge, Mass. 1943.
- Great Britain. A study of civic loyalty. University of Chicago Press, Chicago 1929.
- The new problem of administration. Verlag unbekannt, 	Minneapolis 1924.